# جيمس إم. كارينغتون
جيمس إم. كارينغتون هو سياسي أمريكي، ولد في 17 أبريل 1904، وتوفي في 28 يناير 1995. انتخب عضو مجلس نواب ولاية ميزوري ‏.